# George R.R. Martin
George Raymond Richard Martin (født 20. september 1948), undertiden omtales som GRRM, er en amerikansk forfatter og manuskriptforfatter af fantasy, horror og science fiction. Han er bedst kendt for A Song of Ice and Fire, hans bestseller serie af episk fantasy romaner, der af HBO er tilpasset til deres dramatiske serie Game of Thrones.

### Forfatter

#### Romaner
- Dying of the Light (1977)
- Windhaven (1981, med Lisa Tuttle)
- Fevre Dream (1982)
- The Armageddon Rag (1983)

- A Song of Ice and Fire serien:
  - A Game of Thrones (1996) - dansk Kampen om tronen
  - A Clash of Kings (1998) - dansk Kongernes kamp
  - A Storm of Swords (2000) - dansk En storm af sværd
  - A Feast for Crows (2005) - dansk Kragernes rige
  - A Dance with Dragons (2011) - dansk En dans med drager
  - The Winds of Winter (kommende)
  - A Dream of Spring  (kommende)

- Hunter's Run (2007, udvidet version af novellen "Shadow Twin," med Gardner Dozois og Daniel Abraham)

#### Noveller
- Night of the Vampyres, originalt i Amazing, 1975, gjenutgitt i The Best Military Science Fiction of the 20th Century
- "The Skin Trade" (1989) fra samlingen Dark Visions.

- "Tales of Dunk and Egg" serien – sat i samme verden som A Song of Ice and Fire
  - "The Hedge Knight" (1998)
  - "The Sworn Sword" (2003)
  - "The Mystery Knight" (2010)

- "Shadow Twin" (2004, med Gardner Dozois og Daniel Abraham)

#### Børnebøger
- The Ice Dragon (Orignalt trykt i 1980[1], illustrert og gjenutgitt oktober 2006)

#### Samlinger
- A Song for Lya (1976)
- Songs of Stars and Shadows (1977)
- Sandkings (1981)
- Songs the Dead Men Sing (1983)
- Nightflyers (1985)
- Tuf Voyaging (1987)
- Portraits of His Children (1987)
- Quartet (2001)
- GRRM: A RRetrospective (2003; genudgivet 2006 og 2007 som Dreamsongs)

### Redaktør

#### Wild Cards(også bidrag til mange bøger)
- Wild Cards I (1987)
- Wild Cards II: Aces High (1987)
- Wild Cards III: Jokers Wild (1987)
- Wild Cards IV: Aces Abroad (1988)
- Wild Cards V: Down & Dirty (1988)
- Wild Cards VI: Ace in the Hole (1990)
- Wild Cards VII: Dead Man's Hand (1990)
- Wild Cards VIII: One-Eyed Jacks (1991)
- Wild Cards IX: Jokertown Shuffle (1991)
- Wild Cards X: Double Solitaire (1992)
- Wild Cards XI: Dealer's Choice (1992)
- Wild Cards XII: Turn of the Cards (1993)

- Wild Cards: Card Sharks (1993)
- Wild Cards: Marked Cards (1994)
- Wild Cards: Black Trump (1995) (disse tre bøkene er en trilogi)

- Wild Cards: Deuces Down (2002)
- Wild Cards: Death Draws Five (2006)
- Wild Cards: Inside Straight (2008)
- Wild Cards: Busted Flush (kommende)
- Wild Cards: Suicide Kings (kommende)

#### Andre
- Warriors en genrekrydsende antologi (kommende)
- Songs of the Dying Earth en antologi til hyldest for Jack Vances Dying Earth serie (kommende)